# Drzonowo (Couïavie-Poméranie)
Pour les articles homonymes, voir Drzonowo.
Drzonowo est un village de Pologne situé en voïvodie de Couïavie-Poméranie, dans le gmina (commune) de Lisewo, powiat de Golub-Dobrzyń.
Les agglomérations les plus proches sont Lisewo (5 km), Chełmno (22 km), et Toruń (26 km).

## Homonymie
- Drzonowo (Szczecinek) (Schönau, Poméranie-Occidentale)
- Drzonowo (Kołobrzeg) (vers Scczetin, Poméranie-Occidentale)